# ساروس (لعبة فيديو)
ساروس (بالإنجليزية: Saros)، هي لعبة فيديو فنلندية قادمة، سوف تصدر في المتاجر الإلكترونية سنة 2026، وستعمل حصراً على منصة بلاي ستيشن 5، وهي من تطوير هاوسماركو الفنلندية، ومن نشر سوني إنتراكتيف إنترتينمنت.